# Micrapatetis lineata
Micrapatetis lineata är en fjärilsart som beskrevs av Lucas. Micrapatetis lineata ingår i släktet Micrapatetis och familjen nattflyn. Inga underarter finns listade i Catalogue of Life.